# Lagon

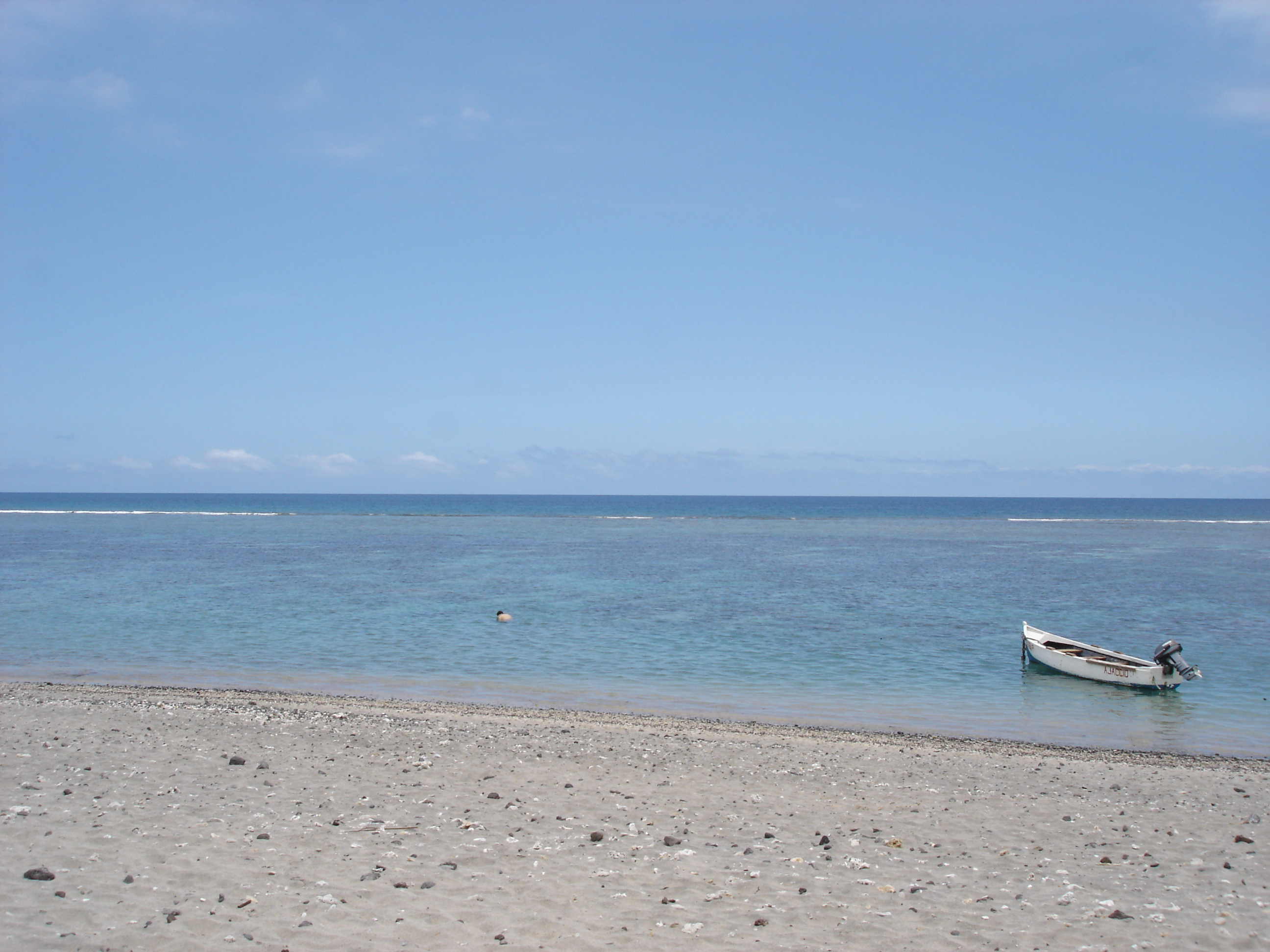
Le lagon de la côte ouest de La Réunion.

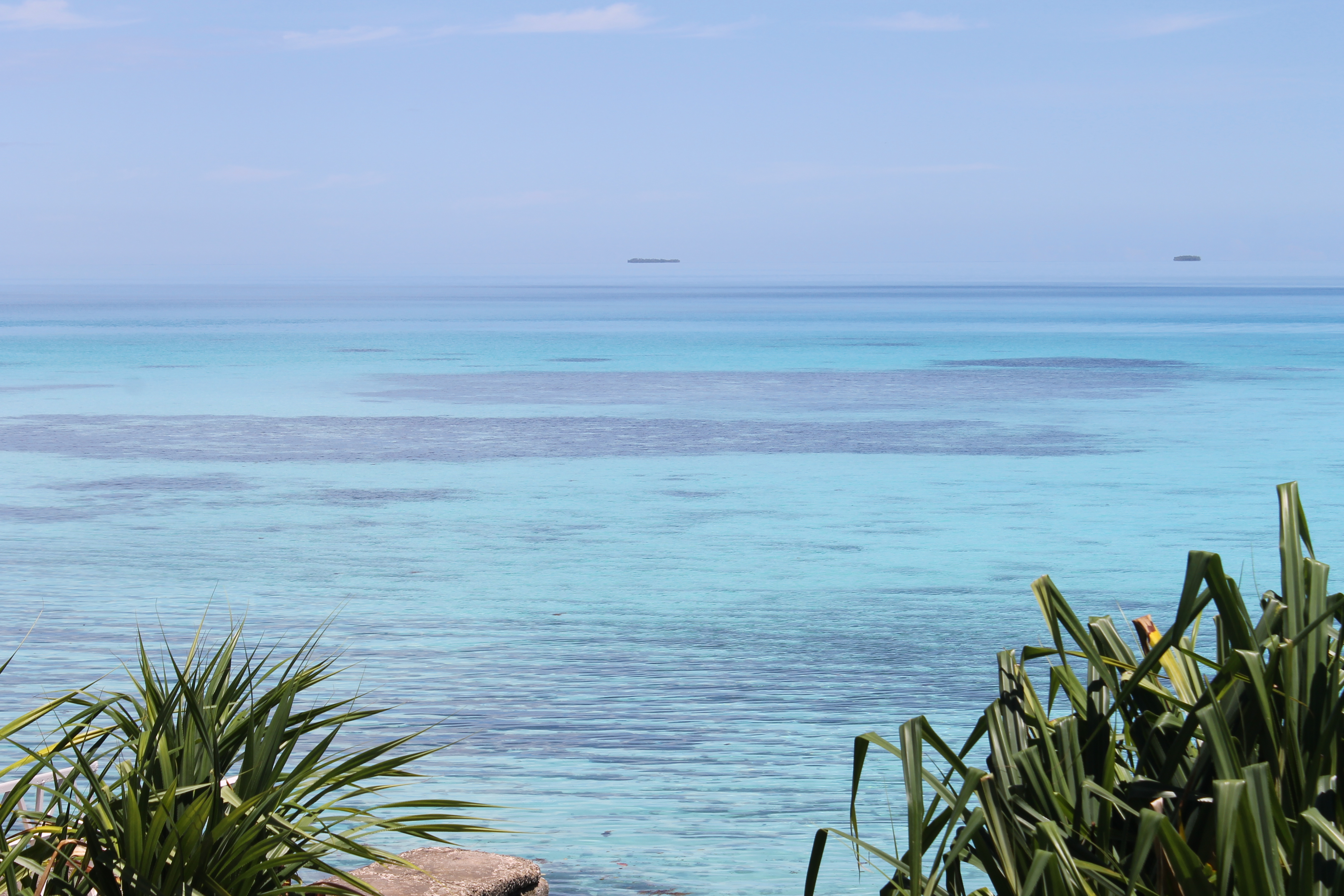
Le lagon de Funafuti (Tuvalu).

Un lagon est une étendue d'eau peu profonde à l'intérieur d'un atoll ou fermée au large du littoral par un récif corallien.
Lorsque la séparation de l'étendue d'eau est le fait d'un cordon littoral plutôt que d'un récif, il s'agit alors d'une lagune.

## Hydrodynamique
Le lagon est alimenté par le déversement des eaux océaniques. Cela peut se faire via des passes navigables (ava), des chenaux intermittents (hoa), des chenaux de tempêtes (tairua), ou par percolation à travers le récif. Les lagons qui ne communiquent pas de manière permanente avec l'océan sont souvent hypersalins. C'est par exemple le cas de l'atoll de Taiaro, dont les hoas se sont bouchés par accumulation de sable et de graviers.

## Quelques records de lagons
Techniquement, le plus grand lagon du monde est celui qui entoure la Nouvelle-Calédonie, dans le Pacifique Sud, avec 23 000 km2. Le deuxième est celui de Rangiroa avec 1 446 km2. Le troisième est celui de Fakarava, en Polynésie française avec une superficie de 1 121 km2.
Le seul lagon d'eau douce est à l'île Clipperton.

## Autres lagons célèbres
- Bora-Bora et Moorea en Polynésie française ;
- Mayotte ;
- Sainte-Anne en Guadeloupe ;
- Grande Barrière en Australie ;
- Le Morne à Maurice ;
- Kho phi phi, Ko Pha Ngan, baie de Phang Nga en Thaïlande ;
- Anse Lazio et anse Source d'argent... aux Seychelles ;
- Holbox au Mexique[2]...

## Dans la culture
- Le lagon est un élément central de roman de Henry De Vere Stacpoole Le Lagon bleu (en) (1908), ainsi que dans ses adaptations cinématographiques.
- Lee lagon bleu est aussi un cocktail à base de vodka, de curaçao bleu et de jus de citron.

## Galerie

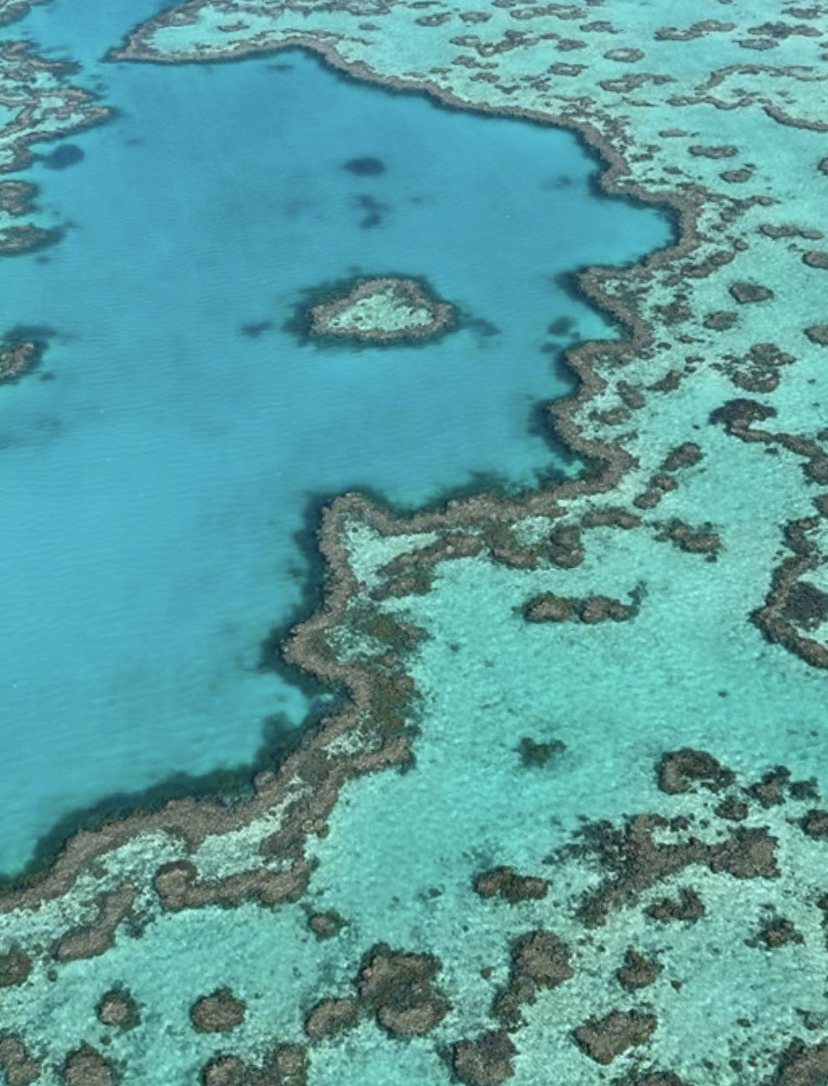
Lagon de la Grande barrière
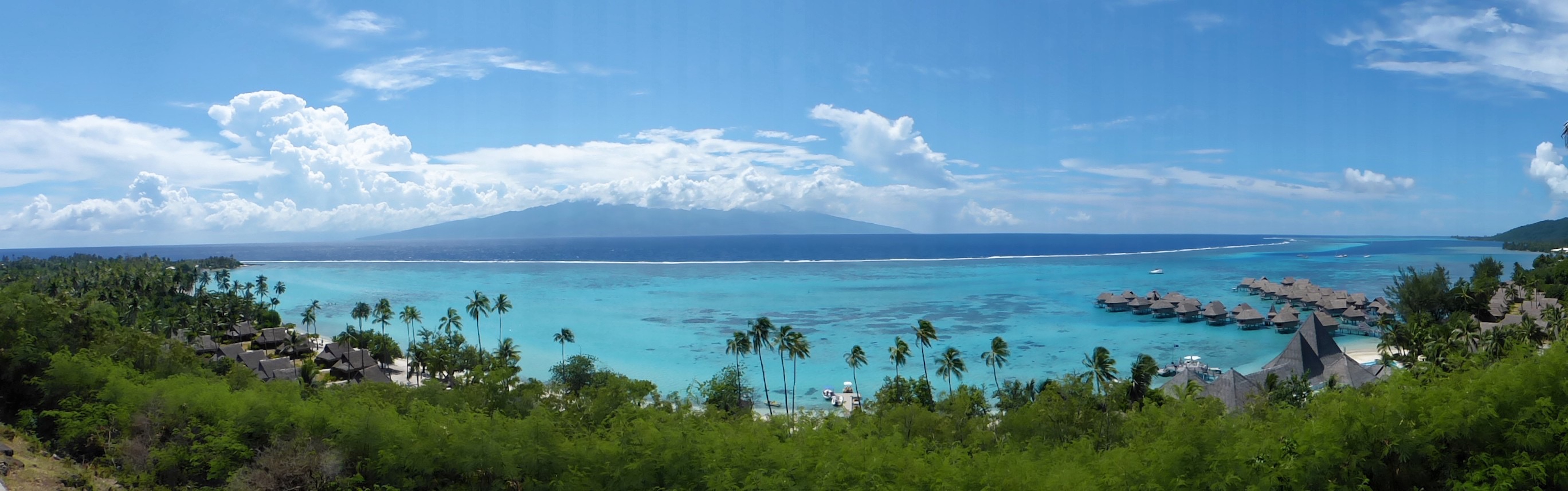
Moorea
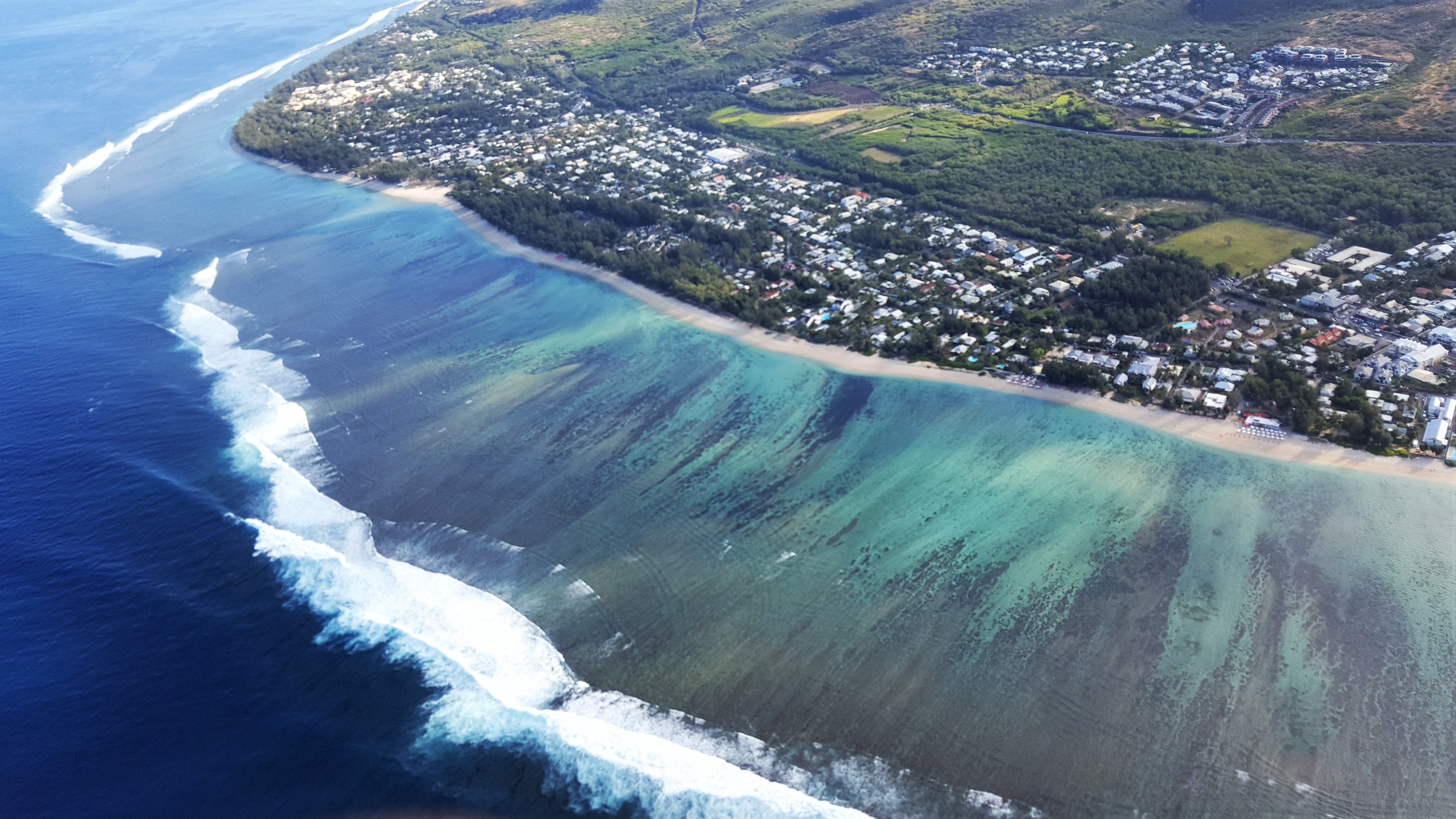
La Réunion (côte ouest)
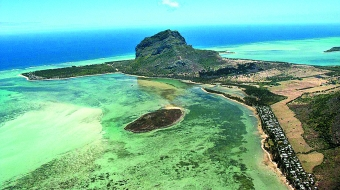
Lagon du Morne (Maurice)
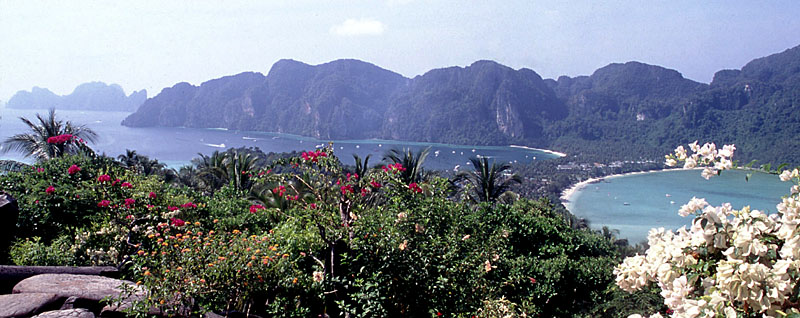
Kho phi phi (mer d'Andaman, Thaïlande)
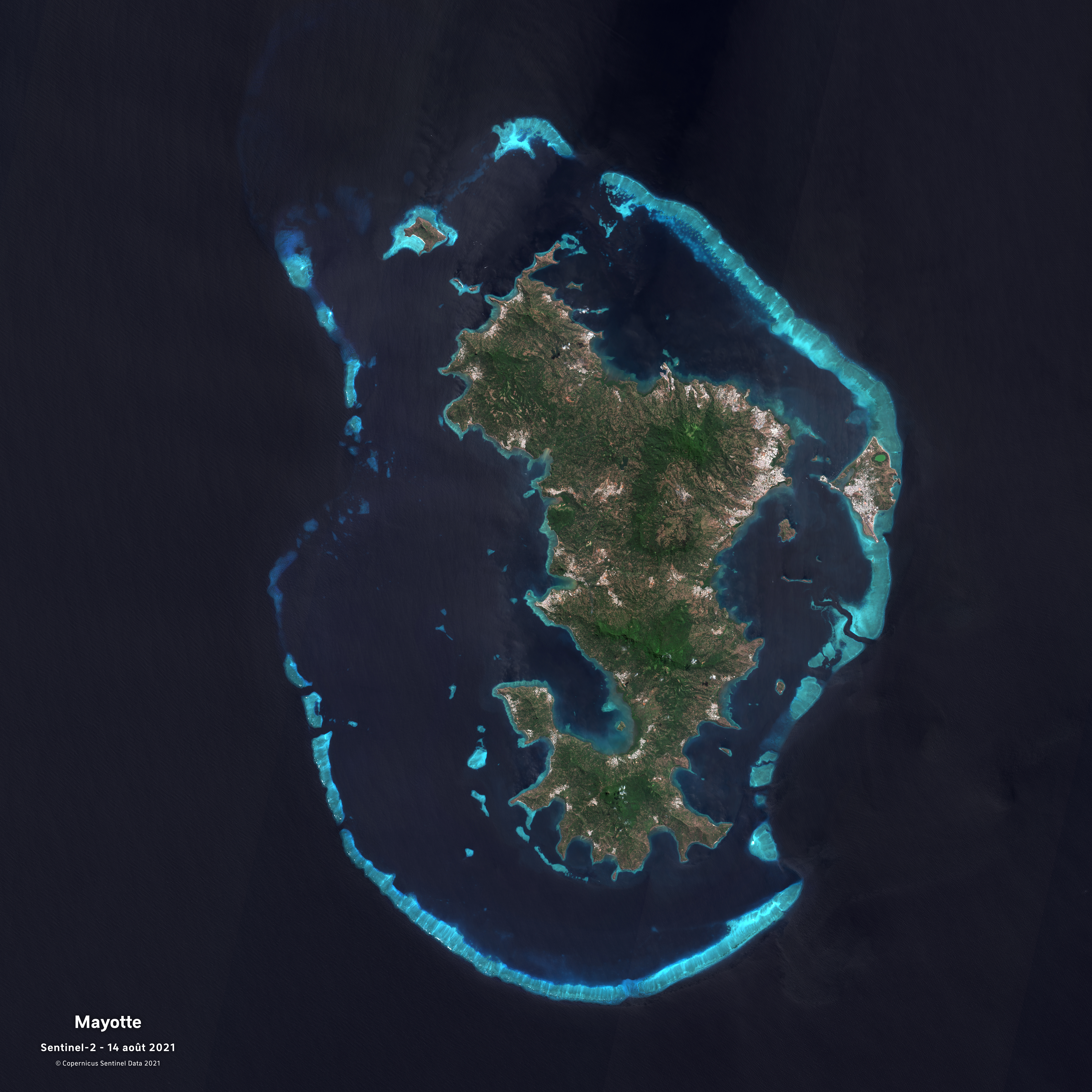
L’île de Mayotte entourée de son lagon, vue par le satellite Sentinel 2.